# 마량면
마량면(馬良面)은 대한민국 전라남도 강진군에 위치한 면이다.

## 역사
- 1914년 : 고금도를 분리하여 완도군에 예속시키고 마량면 관할지역을 대구면에 합했다.
- 1982년 5월 10일 : 대구면 영동리, 상흥리, 원포리, 마량리와 구수리중 수인마을을 분리하여 마량 출장소 설치되었다.
- 1989년 4월 1일 : 대구면의 남부(마량리, 영동리, 원포리, 상흥리, 구수리 일부)를 관할로 마량면이 설치되었다.[1][2]

## 법정리
- 영동리	(永東里)
- 상흥리	(上興里)
- 원포리	(垣浦里)
- 마량리	(馬良里)
- 수인리	(修仁里)

## 교육
- 마량초등학교

## 관광
- 마량항
- 서중항

## 문화재

### 천연기념물
- 강진 까막섬 상록수림

### 지방문화재
- 강진 마도진 만호성지

### 향토문화유산
- 강진 남원포 봉수대